# Paskal II.
Paskal II., rođen Ranierius, (umro 21. siječnja 1118.) bio je papa od 13. kolovoza 1099., pa sve do svoje smrti. Kao redovnika opatije Cluny papa Grgur VII. zaređuje ga za  kardinala oko 1076. godine, a za nasljednika pape  Urbana II. posvećen je 19. kolovoza 1099.